# Marian Fieske
Marian Fieske (ur. 10 października 1948) – polski bokser,  mistrz Polski.
Boksował w wadze papierowej (do 48 kg). Został w niej pierwszym mistrzem  Polski w 1967, po zwycięstwie w finale nad Marianem Trelińskim (wcześniej mistrzostwa w tej kategorii wagowej były rozgrywane tylko wśród juniorów). Na następnych mistrzostwach Polski w 1968 został wicemistrzem w wadze papierowej, po przegranej w finale z Romanem Rożkiem.